# Donald Whiteside
Donald Edward Whiteside (Chicago, 25 aprile 1969) è un ex cestista statunitense, professionista nella NBA, in Australia e in Europa.

## Palmarès
- Coppa della Repubblica Ceca: 1

Opava: 1998